# Futebol Clube Pedras Rubras
El FC Pedras Rubras es un equipo de fútbol de Portugal que milita en la Liga Regional de Oporto, la quinta liga de fútbol más importante del país.

## Historia
Fue fundado el 30 de noviembre del año 1941 en la ciudad de Pedras Rubras de Moreira, en el Distrito de Oporto, reportando un historial de equipo amateur en toda su existencia, ya que ni tan siquiera han militado en la Liga de Honra, aunque han tomado parte de la Copa de Portugal en más de 10 ocasiones, aunque no con muy buenos resultados. Es uno de los equipos fundadores del Campeonato Nacional de Seniores en la temporada 2012/13.
Es más reconocido por ser un equipo productor de jugadores, los cuales la mayoría pasan a integrar a los equipos importantes de Oporto como el FC Porto y el Leixões SC.

## Palmarés
- Liga Regional de Oporto: 1

2013/14

## Jugadores

### Jugadores destacados
| - Grégory Arnolin - Jorge Madureira - Hernáni - João Peixe - Marin | - Jorge Vilaça - Weslem - Zé Carlos - Jorge Miguel Dias Gonçalves |